# Za winy niepopełnione
Pour plus de détails, voir Fiche technique et Distribution.
Za winy niepopełnione (Pour faute non-commise) est un film polonais, d'après un roman de Michał Bałucki, réalisé par Eugeniusz Bodo et sorti en 1938.

## Fiche technique
- Titre : Za winy niepopełnione
- Titre original : Za winy niepopełnione
- Réalisation : Eugeniusz Bodo
- Scénario : Napoleon Sądek
- Société de Production :
- Musique : Tadeusz Sygietyński
- Photographie : Zbigniew Gniazdowski (pl)
- Montage :
- Costumes :
- Pays d'origine : Pologne
- Format :
- Genre :
- Durée : 92 min
- Date de sortie : 
  - Pologne : 29 décembre 1938
- États-Unis : 19 février 1939

## Distribution
- Kazimierz Junosza-Stępowski : Józef Holski
- Wanda Bartówna (pl) : Amelia, fille de Józef
- Eugeniusz Bodo : Torence
- Jerzy Pichelski : Jan Leszczyc
- Helena Rolandowa (pl) : mère de Jan Leszczyc
- Wojciech Brydziński  : père de Jan Leszczyc
- Elżbieta Kryńska (pl) : Julia Naderska
- Wanda Jarszewska (pl) : mère de Julia
- Paweł Owerłło (pl) : père de Julia
- Andrzej Bogucki (pl) : le baron
- Karol Dorwski (pl) : Léon, cousin de Julia
- Zofia Grabowska
- Ewa Bonacka (pl)